# カロライナ・リーグ
カロライナ・リーグ（英語: Carolina League）は、アメリカ合衆国のプロ野球リーグ。メジャーリーグベースボール（MLB）傘下マイナーリーグベースボール（MiLB）シングルA級。

## 歴史
元々バージニア州とノースカロライナ州の2州を拠点としたマイナーリーグであるバイ＝ステート・リーグが1934年より運営されていたが、1942年に第二次世界大戦によって中断。戦後の1945年にこのリーグの後継として創設されたのがカロライナ・リーグである。
1990年にクラスAアドバンスト（A+）として運営されていたが、2021年のマイナーリーグ改編に伴い、A+からA-に編入された。この時にリーグ名を「ロウAイースト」と改めたが、翌2022年からA-の階級自体がシングルAに改名され、リーグ名も「カロライナ・リーグ」へ戻された。
2025年現在の所属チームは、2020年以前はA+級カロライナリーグに所属していた7球団と、A級サウスアトランティックリーグに所属していた5球団の合計12球団より構成される。リーグ内でさらに北地区（バージニア州、メリーランド州、ノースカロライナ州）、南地区（ノースカロライナ州、サウスカロライナ州）の2地区に細分化されている。

## 所属チーム
- 北地区
- 南地区

| 地区   | チーム                                                      | MLB提携チーム                  | 創設年 | 加入年 | 本拠地                                                                                   |
| ------ | ----------------------------------------------------------- | ------------------------------ | ------ | ------ | ---------------------------------------------------------------------------------------- |
| 北地区 | カロライナ・マドキャッツ Carolina Mudcats                   | ミルウォーキー・ブルワーズ     | 1991年 | 2021年 | ノースカロライナ州ゼブロン ファイブカウンティ・スタジアム                                |
| 北地区 | デルマーバ・ショアバーズ Delmarva Shorebirds                | ボルチモア・オリオールズ       | 1996年 | 2021年 | メリーランド州ワイカミコ郡ソールズベリー アーサー・W・パーデュー・スタジアム             |
| 北地区 | ファイエットビル・ウッドペッカーズ Fayetteville Woodpeckers | ヒューストン・アストロズ       | 2017年 | 2021年 | ノースカロライナ州カンバーランド郡ファイエットビル セグラ・スタジアム                    |
| 北地区 | フレデリックスバーグ・ナショナルズ Fredericksburg Nationals | ワシントン・ナショナルズ       | 2020年 | 2021年 | バージニア州フレデリックスバーグ フレッドナッツ・ボールパーク                            |
| 北地区 | リンチバーグ・ヒルキャッツ Lynchburg Hillcats               | クリーブランド・ガーディアンズ | 1963年 | 2021年 | バージニア州リンチバーグ バンク・オブ・ザ・ジェームズ・スタジアム                        |
| 北地区 | セイラム・レッドソックス Salem Red Sox                      | ボストン・レッドソックス       | 1955年 | 2021年 | バージニア州セイラム セイラム・メモリアル・ボールパーク                                  |
| 南地区 | オーガスタ・グリーンジャケッツ Augusta GreenJackets         | アトランタ・ブレーブス         | 1980年 | 2021年 | サウスカロライナ州エイキン郡ノースオーガスタ SRPパーク                                   |
| 南地区 | チャールストン・リバードッグス Charleston RiverDogs         | タンパベイ・レイズ             | 1980年 | 2021年 | サウスカロライナ州チャールストン郡チャールストン ジョセフ・P・ライリー・ジュニア・パーク |
| 南地区 | コロンビア・ファイヤーフライズ Columbia Fireflies           | カンザスシティ・ロイヤルズ     | 2016年 | 2021年 | サウスカロライナ州レキシントン郡コロンビア セグラ・パーク                                |
| 南地区 | ヒッコリー・クロウダッズ Hickory Crawdads                   | テキサス・レンジャーズ         | 1993年 | 2025年 | ノースカロライナ州カトーバ郡ヒッコリー L・P・フランス・スタジアム                        |
| 南地区 | カナポリス・キャノンボーラーズ Kannapolis Cannon Ballers    | シカゴ・ホワイトソックス       | 1995年 | 2021年 | ノースカロライナ州カバラス郡カナポリス エイトリウムヘルス・ボールパーク                  |
| 南地区 | マートルビーチ・ペリカンズ Myrtle Beach Pelicans            | シカゴ・カブス                 | 1999年 | 2021年 | サウスカロライナ州オリー郡マートルビーチ TicketReturn.comフィールド                      |